# 칭장푸구
칭장푸구(한국어: 청강포구, 중국어: 清江浦区, 병음: Qīngjiāngpǔ Qū)는 중화인민공화국 강소성 회안시의 현급 행정 구역으로 면적은 420km2, 인구는 740,000명(2016년 기준)이다. 2016년 6월 칭허 구, 칭푸 구가 하나로 통합되면서 신설되었다.

## 행정 구역
13개 가도, 3개 진, 4개 향을 관할한다.
- 가도: 清江街道, 浦楼街道, 闸口街道, 清安街道, 北京路街道, 长西街道, 淮海街道, 长东街道, 西安路街道, 水渡口街道, 东湖街道, 新港街道, 广州街道.
- 진: 和平镇, 武墩镇, 盐河镇.
- 향: 城南乡, 黄码乡, 钵池乡, 徐扬乡.